# Ammonia Avenue
Ammonia Avenue fou el setè àlbum d'estudi de The Alan Parsons Project i va ésser un dels discos de més èxit comercial del grup. Va ésser publicat el febrer de 1984. La idea original és que aquest disc fos doble, afegint-hi a la segona part les cançons que posteriorment formaren part de l'àlbum Vulture Culture.
El títol de l'àlbum té origen en la inspiració que Eric Woolfson va rebre quan va visitar la Imperial Chemical Industries (ICI) a Billingham, Anglaterra. Just a l'entrada de l'edifici, el primer que va veure foren millers de canonades i tubs i un cartell que posava: Ammonia Avenue. El disc parla del desconeixement i de la desconfiança que té part de la societat envers els necessaris desenvolupaments que assoleixen les indústries científiques.
La balada "Don't answer me" (No em responguis) és una de les cançons més famoses del grup, però entre els fans la cançó més reeixida és la primera del disc, Prime Time (Horari Priotari), una cançó que aconseguí colar-se en el top 40 de la llista Billboard i que inclou, segurament, els millors solos de guitarra de The Alan Parsons Project.

## Fites de l'àlbum
- Disc d'or: 04/24/84[3]
- Posicions aconseguides: 15 EUA, 24 RU
- Total de setmanes al top 40: 13

## Llista de cançons
1. "Prime Time" – 5:04 (Horari Prioritari)
2. "Let Me Go Home" – 3:21 (Deixa'm tornar a casa)
3. "One Good Reason" – 3:37 (Una bona raó)
4. "Since the Last Goodbye" – 4:35 (Des de l'últim adéu)
5. "Don't Answer Me" – 4:12 (No em responguis)
6. "Dancing on a Highwire" – 4:23 (Ballant sobre un cable)
7. "You Don't Believe" – 4:27 (No creus)
8. "Pipeline" (instrumental) – 3:57 (Canonada)
9. "Ammonia Avenue" – 6:33 (Avinguda de l'amoníac)

## Crèdits
- Baix: David Paton
- Bateria: Stuart Elliott
- Guitarra: Ian Bairnson
- Teclats: Eric Woolfson
- Saxo: Mel Collins
- Orquestra: Andrew Powell